# Cazene
Cazene fou un districte de la plana d'Assíria a la vora de Niniveh. Els altres dos eren Dolomene i Calacene.